# عالی لیپشر
عالی لیپشر (انگلیسی: Alli Lipsher؛ زادهٔ ۲۴ ژانویهٔ ۱۹۸۶) بازیکن فوتبال اهل ایالات متحده آمریکا است.
از باشگاه‌هایی که در آن بازی کرده‌است می‌توان به بوستون بریکرز، باشگاه فوتبال نیوکاسل یونایتد جتس، و آتلانتا بیت اشاره کرد.